# Maurice Temerlin
 Maurice Kahn Temerlin  (* 15. Januar 1924 in Oklahoma; † 15. Januar 1988) war ein amerikanischer Psychologe mit Doktortitel in klinischer Psychologie und Autor.

## Leben
International bekannt wurde Temerlin in den 1970er wegen der Schimpansin Lucy, die er gemeinsam mit seiner Frau Jane W. Temerlin wie ein menschliches Kind aufzog. Unter anderem lehrten sie Lucy die American Sign Language, die es möglich machte mit ihr zu kommunizieren und auf ein eigenes Bewusstsein des Schimpansen hinwies. Außerdem war er ein Experte auf dem Gebiet des sexuellen Missbrauchs und Belästigung sowie der Langzeitauswirkungen von Vergewaltigung und sexuellen Missbrauchs innerhalb von Familien.
Er starb mit 64 Jahren an einem Herzinfarkt. Er hatte mit seiner Frau Jane einen gemeinsamen Sohn, Steve Temerlin.

## Erfolge
Im Laufe seines Lebens war er Diplomat des American Board of Professional Psychology und Mitglied der American and Oregon Psychology Association, wurde von der Oklahoma Psychological Association mit einer lebenslangen Mitgliedschaft ausgezeichnet und von dessen Abteilung "Health Services Providers" 1981 und 1987 für seine Arbeiten geehrt.

## Veröffentlichungen

### Artikel
- Psychotherapy Cults: An Iatrogenic Perversion[1], Maurice K. Temerlin, Jane W. Temerlin; 1982
- Some Hazards of the Therapeutic Relationship
- Psychotherapy Cults[2], Margaret Thaler Singer, Ph.D., Maurice K. Temerlin, Michael D. Langone, Ph.D.; 1992
- Diagnostic bias in community mental health[3], Maurice K. Temerlin; 1970
- Experience of Freedom to Choose in Mental Health, Neurosis and Psychosis[4], John Baumgold, Maurice Temerlin, Robert Ragland; 1965
- On Choice and Responsibility in a Humanistic Psychotherapy[5], Maurice Temerlin; 1963
- Training clinical psychologists as psychotherapists in a doctoral program[6], Maurice Temerlin; 1965
- Social class, diagnosis, and prognosis for psychotherapy[7], Stephen Lee, D., Maurice Temerlin; 1970
- The social psychology jof clinical diagnosis[8], William W. Trousdale, Maurice Temerlin; 1969

### Bücher
- Lucy: Growing Up Human: A Chimpanzee Daughter in a Psychotherapist's Family[9], Maurice K. Temerlin; 1975

## Verweise
1. ↑  APA PsycNet. Abgerufen am 30. August 2020 (englisch).
2. ↑  ICSA - Founded 1979 - Psychotherapy Cults. Abgerufen am 30. August 2020.
3. ↑  Diagnostic bias in community mental health - Springer. 3. Februar 2013, archiviert vom Original am 3. Februar 2013; abgerufen am 30. August 2020.  Info: Der Archivlink wurde automatisch eingesetzt und noch nicht geprüft. Bitte prüfe Original- und Archivlink gemäß Anleitung und entferne dann diesen Hinweis.
4. ↑  John Baumgold, Maurice K. Temerlin, Robert Ragland: Experience of Freedom to Choose in Mental Health, Neurosis and Psychosis. In: Psychological Reports. Band 16, Nr. 3, 1. Juni 1965, ISSN 0033-2941, S. 957–962, doi:10.2466/pr0.1965.16.3.957 (sagepub.com [abgerufen am 8. September 2020]).
5. ↑  Maurice Kahn Temerlin: On Choice and Responsibility in a Humanistic Psychotherapy:. In: Journal of Humanistic Psychology. 15. September 2016, doi:10.1177/002216786300300104 (sagepub.com [abgerufen am 8. September 2020]).
6. ↑  Maurice K. Temerlin: Training clinical psychologists as psychotherapists in a doctoral program. In: Psychotherapy: Theory, Research & Practice. Band 2, Nr. 1, 1965, ISSN 0033-3204, S. 44–46, doi:10.1037/h0088609 (apa.org [abgerufen am 8. September 2020]).
7. ↑  Stephen D. Lee, Maurice K. Temerlin: Social class, diagnosis, and prognosis for psychotherapy. In: Psychotherapy: Theory, Research & Practice. Band 7, Nr. 3, 1970, ISSN 0033-3204, S. 181–185, doi:10.1037/h0086584 (apa.org [abgerufen am 8. September 2020]).
8. ↑  Maurice K. Temerlin, William W. Trousdale: The social psychology of clinical diagnosis. In: Psychotherapy: Theory, Research & Practice. Band 6, Nr. 1, 1969, ISSN 0033-3204, S. 24–29, doi:10.1037/h0088712 (apa.org [abgerufen am 8. September 2020]).
9. ↑  Maurice K Temerlin: Lucy: growing up human : a chimpanzee daughter in a psychotherapist's family. Bantam Books, New York 1977, ISBN 978-0-553-10308-3.

| Personendaten    | Personendaten                               |
| ---------------- | ------------------------------------------- |
| NAME             | Temerlin, Maurice                           |
| ALTERNATIVNAMEN  | Temerlin, Maurice Kahn (vollständiger Name) |
| KURZBESCHREIBUNG | US-amerikanischer Psychologe und Autor      |
| GEBURTSDATUM     | 15. Januar 1924                             |
| GEBURTSORT       | Oklahoma                                    |
| STERBEDATUM      | 15. Januar 1988                             |